# NGC 7406
NGC 7406 ist eine Spiralgalaxie vom Hubble-Typ Sc im Sternbild Aquarius auf der Ekliptik. Sie ist schätzungsweise 77 Millionen Lichtjahre von der Milchstraße entfernt und hat einen Durchmesser von etwa 25.000 Lichtjahren.
Das Objekt wurde am 25. August 1864 vom deutschen Astronomen Albert Marth entdeckt.